# La scară mică, într-o lume mare
 Little People, Big World  este un reality show de televiziune produs în America și difuzat în România pe Discovery travel & living. Acest reality show prezintă viața a șase persoane din apropiere de Portland, Oregon. Majoritate episoadelor se concentrează pe părinți, Matt și Amy,  dar și pe unul dintre copii lor, Zach. Aproape toate personajele prezente în spectacol suferă nanism.
Little People, Big World a început pe 4 martie 2006, iar al cincelea sezon a avut premiera pe 12 octombrie 2009. Emisiunea este de asemenea  disponibilă pentru descărcare de pe iTunes.

## Ideea de bază
În emisiune ne este prezentată viața de zi cu zi a familiei Roloff, părinții Matt și Amy, cei patru copii ai lor : Zach, Jeremy, Molly și Jacob. Matt, Amy și Zach sunt oameni mici, în timp ce Jeremy, Molly și Jacob sunt de înălțime medie. Zach și Jeremy sunt gemeni; cu toate că Zach nu este de înălțime medie, fratele lui Jeremy este.
Familia trăiește pe 36 de acri (150.000 m2) la Ferma Roloff, situată la nord de Hillsboro în Helvetia, Oregon (o suburbie a Portland). Cu toate că, culturile de dovleci sunt crescute și vândute de familie, marea majoritate a ternurilor au fost transformate în locuri de joacă pentru copii familiei. Ele au fost proiectate de Matt care și-a petrecut majoritatea copilăriei în spitale, el vrând ca, copii lui să aibă viața cât mai minunată.
Episoadele de obicei prezintă pe unul sau mai mulți membrii ai familiei Roloff făcând activității de zi cu zi  ca: sport, cumpărături și atunci când se ocupă de finanțele casei. Acțiunea acestei emisiuni începe de la premisa că toate aceste activități sunt făcute mult mai greu din cauza înălțimii Matt și Amy având 4'1" (124 cm), Zach are 4'4" (132 cm).
Ca în orice reality show, segmentele care sunt transmise în direct sunt cele care creează interes privitorului. Oricum Little People, Big World evită să creeze stereotipuri sau senzaționalul. Situațiile pe care le întâlnește această familie în timpul emisiunii sunt normale pentru orice familie doar că felul prin care ei le rezolvă este diferit fiind din perspectiva unor oameni care suferă de nanism.
Familia Roloff are o serie de prieteni care apar în serial printre care și actorul Martin Klebba care o cunoaște pe Amy de 20 de ani.

## Familia Roloff
- Matthew ("Matt") — 63 de ani (n. 7 octombrie 1961 în California) soț și tată; cel mai recent Matt a lucrat în vânzările de software pentru calculator. Când a început această serie Matt nu mai lucra la aceea compania dar s-a angajat în stabilizarea companiei la care a fost co-fondator, Direct Access Solutions. La finalul primului sezon Matt a început o altă slujbă ca agent de vânzări software la Amdocs pentru a aduce familiei un venit adițional. Tipul de nanism al lui Matt displazie distrofică a dus la multe operații când era copil. Merge cu ajutorul unor cârje și a unui cart motorizat la nevoie.
- Amy — 61 de ani (n. 17 septembrie 1963 în Michigan) mamă și soție;Amy este casnică cu toate că acum ceva timp a avut două slujbe ca antrenor de fotbal și ca educatoare la o grupă de preșcolari pentru a aduce un venit îm plus familiei. Amy are acondroplasie, și a suferit foarte puține complicații chiar deloc. Amy a absolvit Universitatea Centrală Michigan.
- Zachary Luke ("Zach") și Jeremy James ("Jer") — 35  ani (n. 10 mai 1990 în Oregon) frați gemeni.Jeremy este de înălțime medie și un talentat jucător de fotbal. Zach are acondroplasie la fel ca mama sa, dar față de mama sa el a suferit numeroase complicații medicale.
- Molly Jo ("Mol") —  31 ani (n. 17 septembrie 1993 în Oregon) fica. Este născută în aceeași zi cu mama ei. Ea joacă volei și este un elev foarte bun.
- Jacob George ("Jake") — 28 ani (n. 21 ianuarie 1997 în Oregon) fiu; Jacob are înălțime medie. Joacă fotbal la o echipă de tineret și este antrenat de mama lui.

## Familia apropiată și prietenii
- Ron Roloff ("Pop") and  Peggy Roloff ("Honey") — Părinții lui Matt care sunt de înălțime normală și apar în numeroase episoade. Locuiesc la câțiva kilometri de Ferma Roloff și au avut patru copii: Ruth, Matthew, Joshua (a murit în 1999) și Sam care are nanism de asemenea.
- Mike Detjen ("Mikey") — Partenerul de afaceri al lui Matt, prieten apropiat de familie și antrenor de fotbal. Când era plecat, uneori Matt îl ruga să aibă grijă de fermă. Amy a avut grijă de Mike după accidentul care l-a trimis în spital câteva zile. Pe 5 iunie 2008, a murit din cauza unei aorte rupte.[1][2]
- Camerino — Muncitor angajat la fermă. Foarte puțin se știe despre trecutul lui.
- Martin Klebba — prieten de mulți ani cu familia Roloff (în special Amy) apare în câteva episoade.
- Sarah — Fosta prietenă a lui Jeremy.
- Kirsten Simoneau — Fosta prietenă a lui Jeremy care a apărut în câteva episoade. Ea și Jeremy s-au întâlnit pentru un an în 2007.
- Dani — O fată de înălțime medie care a mers cu Zach la Balul de Iarnă în 2007. Ea a fost prezentată într-un episod și a apărut de mai multe ori în timpul sezonului 4. Dani și Zach au mers la câteva întâlniri.
- Casey Johnson — Prietena cu nanism a lui Zach din California, un înotător competitiv la Paralimpice care a mers la banchet cu Zach în timpul sezonului 1.
- Eric și Jeff Manuel — Doi frați gemeni cu nanism care sunt prieteni cu Zach și joacă în echipa de basketball LA Breakers.
- William "Bill" Brogden — Un prieten cu nanism a lui Zach care este mai cunoscut deaorece în timpul unei conferințe din Phoenix a umplut o pungă de plastic cu apă  și a aruncat-o de la etajul cinci al hotelului direct pe o masă de sticlă.
- Jen Montzingo — Prietena cu nanism a lui Zach din Seattle, cu toate că a locuit pentru un an în Portland. Este prietenă apropiată cu toată familia. A fost prezentată într-un episod, cu toate că este văzută des în timpul sezoanelor 2A-4A.
- Jacob Mueller, Brendon Johnson, Dan Meichtry, Bryan Roth & Scott LeSage — prieteni de la școală a lui Zach și Jeremy.
- Little Zach — Unul dintre prietenii cu nanism a lui Zach numit așa pentru a-l diferenția de Zach.

## Sezoane
| Sezoane | Începutul Sezonului | Finalul Sezonului |
| ------- | ------------------- | ----------------- |
| 1       | 4 martie 2006       | 13 mai 2006       |
| 2-A     | 7 octombrie 2006    | 16 decembrie 2006 |
| 2-B     | 9 aprilie 2007      | 4 iunie 2007      |
| 3-A     | 15 octombrie 2007   | 17 decembrie 2007 |
| 3-B     | 3 martie 2008       | 19 mai 2008       |
| 4-A     | 13 octombrie 2008   | 22 decembrie 2008 |
| 4-B     | 16 februarie 2009   | 11 mai 2009       |
| 5-A     | 12 octombrie 2009   | 2010              |
| 5-B     | 5 aprilie 2010      | 14 iunie 2010     |
| 6-A     | 6 septembrie 2010   | TBA               |

## Episoade
- Lista episoadelor Little People, Big World